# Bandera de Paraíba
La bandera de Paraíba fue adoptada por la Alianza Liberal el 25 de septiembre de 1930, por la Ley n.º 704, en lugar de una vieja bandera del estado, que duró durante quince años (de 1907 a 1922). La bandera fue diseñada en los colores rojo y negro, y que el rojo representa el color de la Alianza Liberal y el negro, el dolor que se ha apoderado de Paraíba con la muerte de João Pessoa, presidente del Estado en 1929, y candidato a la vicepresidencia de Brasil.
La palabra «NEGO» que figura en la bandera es la conjugación del verbo «negar» en el presente indicativo de la primera persona del singular, refiriéndose a la no aceptación, por parte de João Pessoa, del sucesor designado por el entonces presidente de Brasil, Washington Luís. Posteriormente, el 26 de julio de 1965, la bandera rojinegra fue oficializada por el gobernador del estado, Pedro Moreno Gondim, a través del Decreto n.º 3919, como la «bandera de Négo» (con acento en la «e», de acuerdo a la ortografía portuguesa vigente en la época).
El negro ocupa un tercio de la bandera; el rojo, dos tercios. 
Hay movimientos actuales hoy en día que tratan de cambiar la bandera del estado y el nombre de la capital paraibana, o por lo menos recuperar la denominación de la capital y la bandera originales, pues han cambiado desde la época de la muerte del político João Pessoa, lo que causó gran conmoción en todo el país, dando lugar a una maniobra política visible durante el primer gobierno de Getúlio Vargas.

## Otras banderas

Bandera de la provincia de Paraíba.
Primera Bandera de Paraíba (hasta 1930).
Versión de la actual bandera paraibana.
Bandera-insignia del gobernador de Paraíba.